# Cerro Peña Nevada
Cerro Peña Nevada är en kulle i Mexiko.   Den ligger i kommunen Miquihuana och delstaten Tamaulipas, i den centrala delen av landet, 500 km norr om huvudstaden Mexico City. Toppen på Cerro Peña Nevada är 3 516 meter över havet, eller 247 meter över den omgivande terrängen. Bredden vid basen är 2,0 kilometer.
Terrängen runt Cerro Peña Nevada är kuperad åt nordost, men åt sydväst är den bergig. Runt Cerro Peña Nevada är det mycket glesbefolkat, med 4 invånare per kvadratkilometer. Närmaste större samhälle är El Refugio, 19,6 km nordost om Cerro Peña Nevada. I omgivningarna runt Cerro Peña Nevada växer huvudsakligen savannskog.